# رشلم
رشلم هي منطقة تابعة لمدينة مانشستر في انجلترا على بعد ميلين من مركز مدينة مانشستر. محاطة باحياء تشارلتون اون ميدلوك من الشمال وفكتوريا بارك ولونغ سايد من الشرق وفالوفيلد من الجنوب وموس سايد من الغرب. ويوجد عدد كبير من الطلاب في رشلم يقيمون في مساكن الطلبة والبيوت المستاجرة وبيوت الضواحي في منطقة فكتوريا بارك.

## تاريخياً
في اواخر السيطرة الرومانية على بريطانيا تم دفن 200 قطعة نقدية ذهبية في وادي نبع غور وهي تعود للقرنين الثاني والثالث الميلادي وتم العثور عليها في تقاطع شارع بيرش فيلدز مع النبع في 1890 وتم الاحتفاظ بهذه القطع في متحف مانشستر.
لم تظهر كلمة رشلم في السجلات التاريخية حتى منتصف القرن الثالث عشر عندما ذكرت كلمة روسوم. ومن المعروف ان بيتاً وجد في منطقة بلات والذي تم استبداله ببناء ابيض واسود أكبر حتى القرن الثامن عشر حين استبدل بالمبنى التقليدي الحالي. وتشير سجلات مبكرة في القرن الثامن أو التاسع الميلادي من ملكية بلات إلى (نيكو دتش) وهو عبارة عن متراس طولي من العهد الانجلو- سكسوني والذي يمتد من الشرق إلى الغرب كحد اداري فاصل.
فالقصص والمعارك بين الدنماركيين والنورماند وأسماء الشوارع التي ذكرت لم يتم قبولها من المؤرخين. وهنالك ذكر لمبنى ابيض واسود وجد في بيرش في القرن السادس عشر.

## الاقتصاد
اقتصاد المنطقة كان يعتمد على الزراعة حتى القرن الثامن عشر، وفي القرنين السابع والثامن عشر ازدهرت صناعات الغزل والنسيج والطوب.

## منتزه بلات فيلد
وهو عبارة عن منتزه عام في القسم الجنوبي الغربي من رشلم وقد تم افتتاحه في عام 1910 ولاقى شعبية ً كبيرة. اعتنى بالمتنزه فريق مكون من 50 مختص بالحدائق حتى منتصف القرن العشرين. ويتوسط المنتزه بحيرة كبيرة تستخدم في الصيد. ويحتوي المنتزه على قاعة بلات وعدة حدائق.